# 15376 Мартак
15376 Мартак (15376 Marták) — астероїд головного поясу, відкритий 1 лютого 1997 року.
Тіссеранів параметр щодо Юпітера — 2,973.